# 오니차
오니차(Onitsha)는 나이지리아 남동부에 위치한 도시로, 아남브라주에 속하며 나이저강 동안에 위치한다. 인구는 561,106명(2005년 추정치)이며 이그보족이 많이 거주한다.
2006년 2월 무장 시위대가 윌란스 포스텐 무함마드 만평 논란에 대한 보복으로 무슬림 24명을 살해하고 모스크에 불을 질렀다.